# إنشاء مجلد (نظم تشغيل)
أمر إنشاء مجلد mkdir (وكذلك md في ويندوز وcreate_dir في نظام Stratus VOS) هو أمر يقوم بإنشاء مجلد جديد على أنظمة يونكس أو دوس أو OS/2 أو مايكروسوفت ويندوز. استعمال الأمر يتم بصورة مباشرة:
```
mkdir name_of_directory
```

حيث name_of_directory هو اسم المجلد المراد إنشاءه. عند كتابه الأمر بالصورة السابقة يتم إنشاء المجلد الجديد داخل المجلد الذي تم كتابه الأمر داخله.